# Gaël Givet
Pour les articles homonymes, voir Givet (homonymie).
Gaël Givet-Viaros, né le 9 octobre 1981 à Arles en France, est un footballeur international français ayant évolué au poste de défenseur central.
Avec la sélection française, il est finaliste de la Coupe du monde 2006.

## Biographie

### AS Monaco
Né à Arles en France, Gaël Givet est formé par le club local de l'Athlétic Club arlésien. En 2001, Givet sort du centre de formation de l'AS Monaco, et signe son premier contrat professionnel à 18 ans. Lors de sa première saison il ne joue qu'un seul match en Ligue 1, le 9 décembre 2000 contre l'EA Guingamp lors de la 20e journée de Ligue 1. En 2002, il commence à s'imposer en tant qu'arrière gauche de la défense monégasque. À la suite de l'arrivée de Patrice Évra, Givet est replacé dans l'axe aux côtés de Sébastien Squillaci, et en concurrence avec Julien Rodriguez. Il remporte alors la coupe de la Ligue. Il marque son premier but professionnel contre le FC Metz le 6 avril 2002. Ce jour-là il marque même un doublé.
Lors de la saison suivante, il prend part à vingt-sept rencontres et le club est vice-champion de France. En 2003-2004, il devient titulaire indiscutable et parvient avec son équipe jusqu'en finale de la Ligue des champions.
C'est l'avènement de Gaël Givet, après avoir connu sa première sélection contre la Bosnie à Rennes, Givet prend le brassard de capitaine de Monaco après le départ de Ludovic Giuly. Lors de la saison 2005-2006, il est l'un des rares Monégasques à évoluer encore à son niveau et est logiquement retenu pour participer à la Coupe du monde 2006.
Il connaît ensuite un début de saison difficile à l'image de son équipe en 2006 (places de fin de classement en Championnat, élimination rapide en Coupe de la Ligue). Il est alors le plus souvent aligné en défense centrale avec une des recrues du club de la trêve estivale, Fabian Bolívar.

### Olympique de Marseille
Lors de l'été 2007, il s'engage pour quatre saisons avec l'Olympique de Marseille pour environ 5 millions d'euros et un contrat de 200 000 € bruts mensuels. Il joue son premier match sous le maillot phocéen le 4 août 2007, dès la première journée de la saison 2007-2008 de Ligue 1, contre le RC Strasbourg. Il est titularisé et les deux équipes se neutralisent ce jour-là (0-0). Lors de cette première saison, il est aligné à ving-neufs reprises en Championnat et neufs matchs européens.
Il est mis de côté par Eric Gerets à l'été 2008, n'étant même pas inscrit sur la liste des joueurs marseillais pour la Ligue des champions. La première partie de saison 2008-09 est un vrai cauchemar pour Gaël puisqu'il ne figure pas dans les plans d'Eric Gerets et ne dispute aucun match avec l'Olympique de Marseille.

### Blackburn Rovers
Ainsi, lors du mercato hivernal, le 15 janvier 2009, il est prêté à Blackburn pour six mois avec une option d'achat en fin de saison. 
Gaël Givet convainc les dirigeants et les supporters de Blackburn. Le club anglais souhaitant alors le conserver, l'option d'achat est levée en fin de saison et prend une place de titulaire indiscutable à partir de la saison suivante.
Givet inscrit son premier but pour Blackburn le 22 août 2009, à l'occasion d'une rencontre de championnat face au Sunderland AFC. Titulaire, il ouvre le score mais ne peut empêcher la défaite de son équipe (2-1 score final).
En fin de saison 2011-2012, son club est rétrogradé en seconde division anglaise, mais Givet reste fidèle à son maillot encore une saison avant d'être libéré.

### AC Arles-Avignon et passage à Evian Thonon
Libre, il signe le 31 août 2013 à l'AC Arles-Avignon qui évolue en Ligue 2. Il joue sa première saison de Ligue 2 sous le maillot arlésien. Il joue son premier match le 13 septembre 2013 contre Caen et marque son premier but contre le Stade lavallois le 22 novembre suivant.
Le 1er septembre 2014, il signe à l'Évian Thonon Gaillard FC, en Ligue 1 pendant les dernières minutes du mercato. Ne prenant part qu'à une seule rencontre en début de saison face à son ancien club de Marseille, Gaël résilie son contrat à l'amiable pour des raisons personnelles. 
Ainsi, à moins de retourner évoluer à l'étranger, Gaël Givet est contraint de revenir à l'AC Arles-Avignon, ne pouvant pas évoluer avec trois équipes françaises durant une même saison. Finalement, il revient à l'AC Arles-Avignon, le 22 novembre 2014, afin d'aider au redressement de la formation provençale mais ne parvient pas à aider son club qui est officiellement relégué lors de la 36e journée de Ligue 2. Quelques semaines plus tard le club est rétrogradé administrativement en CFA (4e division) et perd son statut professionnel. Gaël Givet se retrouve libre comme tous les autres joueurs du club.

### Retour en amateur
Le 3 septembre, alors qu'il est libre, il s'engage avec le Tours FC mais son contrat n'est pas homologué en raison des problèmes financiers du club tourangeau. De ce fait, il ne prend part à aucun match avec l'équipe professionnelle mais joue quatre matchs avec l'équipe réserve. Il raccroche les crampons lors de l'été 2016, avant finalement de s'engager avec l'équipe amateur de l'AS Monaco qui évolue en division régionale.

### Sélection nationale
En 2000, il remporte l'Euro des moins de 18 ans avec l'équipe de France en prenant part à quatre matchs dont la finale contre l'Ukraine et marque un but lors de la compétition.
Gaël connaît sa première sélection avec l'équipe de France le 18 août 2004 contre l'équipe de Bosnie-Herzégovine lors d'un match amical où il entre en jeu à la mi-temps à la place de Sébastien Squillaci. Les deux équipes se neutralisent ce jour-là (1-1). Il est sélectionné dans la liste de 23 joueurs pour participer à la coupe du monde 2006 mais ne participe à aucun match.

## Statistiques
| Saison                | Club                     | Championnat           | Championnat | Championnat | Coupe(s) nationale(s) | Coupe(s) nationale(s) | Compétition(s) continentale(s) | Compétition(s) continentale(s) | Compétition(s) continentale(s) | France | France | Total | Total |
| Saison                | Club                     | Division              | M.          | B.          | M.                    | B.                    | Comp.                          | M.                             | B.                             | M.     | B.     | M.    | B.    |
| 2000-2001             | AS Monaco                | Ligue 1               | 1           | 0           | 0                     | 0                     | -                              | -                              | -                              | -      | -      | 1     | 0     |
| 2001-2002             | AS Monaco                | Ligue 1               | 23          | 2           | 6                     | 0                     | -                              | -                              | -                              | -      | -      | 29    | 2     |
| 2002-2003             | AS Monaco                | Ligue 1               | 23          | 1           | 4                     | 0                     | -                              | -                              | -                              | -      | -      | 27    | 1     |
| 2003-2004             | AS Monaco                | Ligue 1               | 33          | 2           | 4                     | 0                     | C1                             | 13                             | 0                              | -      | -      | 50    | 2     |
| 2004-2005             | AS Monaco                | Ligue 1               | 34          | 0           | 6                     | 0                     | C1                             | 9                              | 1                              | 9      | 0      | 58    | 1     |
| 2005-2006             | AS Monaco                | Ligue 1               | 32          | 2           | 5                     | 0                     | C3                             | 6                              | 0                              | 2      | 0      | 45    | 2     |
| 2006-2007             | AS Monaco                | Ligue 1               | 32          | 1           | 3                     | 0                     | -                              | -                              | -                              | 1      | 0      | 36    | 1     |
| Sous-total            | Sous-total               | Sous-total            | 178         | 8           | 28                    | 0                     | -                              | 28                             | 1                              | 12     | 0      | 246   | 9     |
| 2007-2008             | Olympique de Marseille   | Ligue 1               | 29          | 0           | 3                     | 0                     | C1+C3                          | 5+4                            | 0+0                            | -      | -      | 41    | 0     |
| 2008-2009             | Olympique de Marseille   | Ligue 1               | 0           | 0           | 0                     | 0                     | C1                             | 0                              | 0                              | -      | -      | 0     | 0     |
| Sous-total            | Sous-total               | Sous-total            | 29          | 0           | 3                     | 0                     | -                              | 9                              | 0                              | -      | -      | 41    | 0     |
| 2008-2009             | Blackburn Rovers (prêt)  | Premier League        | 14          | 0           | 4                     | 0                     | -                              | -                              | -                              | -      | -      | 18    | 0     |
| 2009-2010             | Blackburn Rovers         | Premier League        | 34          | 2           | 4                     | 0                     | -                              | -                              | -                              | -      | -      | 38    | 2     |
| 2010-2011             | Blackburn Rovers         | Premier League        | 29          | 1           | 3                     | 1                     | -                              | -                              | -                              | -      | -      | 32    | 2     |
| 2011-2012             | Blackburn Rovers         | Premier League        | 22          | 0           | 5                     | 1                     | -                              | -                              | -                              | -      | -      | 27    | 1     |
| 2012-2013             | Blackburn Rovers         | Championship          | 16          | 0           | 0                     | 0                     | -                              | -                              | -                              | -      | -      | 16    | 0     |
| 2013-2014             | Blackburn Rovers         | Championship          | 0           | 0           | 1                     | 0                     | -                              | -                              | -                              | -      | -      | 1     | 0     |
| Sous-total            | Sous-total               | Sous-total            | 115         | 3           | 17                    | 2                     | -                              | -                              | -                              | -      | -      | 132   | 5     |
| 2013-2014             | AC Arles-Avignon         | Ligue 2               | 27          | 1           | 0                     | 0                     | -                              | -                              | -                              | -      | -      | 27    | 1     |
| 2014-2015             | AC Arles-Avignon         | Ligue 2               | 5           | 0           | 2                     | 0                     | -                              | -                              | -                              | -      | -      | 7     | 0     |
| Sous-total            | Sous-total               | Sous-total            | 32          | 1           | 2                     | 0                     | -                              | -                              | -                              | -      | -      | 34    | 1     |
| 2014-2015             | Évian Thonon Gaillard FC | Ligue 1               | 1           | 0           | 0                     | 0                     | -                              | -                              | -                              | -      | -      | 1     | 0     |
| 2014-2015             | AC Arles-Avignon         | Ligue 2               | 18          | 0           | 3                     | 0                     | -                              | -                              | -                              | -      | -      | 21    | 0     |
| 2015-2016             | Tours FC                 | Ligue 2               | -           | -           | -                     | -                     | -                              | -                              | -                              | -      | -      | 0     | 0     |
| Total sur la carrière | Total sur la carrière    | Total sur la carrière | 374         | 12          | 53                    | 2                     | -                              | 37                             | 1                              | 12     | 0      | 476   | 15    |

### Liste des matches internationaux
| Matches internationaux de Gaël Givet | Matches internationaux de Gaël Givet | Matches internationaux de Gaël Givet                 | Matches internationaux de Gaël Givet | Matches internationaux de Gaël Givet | Matches internationaux de Gaël Givet | Matches internationaux de Gaël Givet                                   |
|                                      | Date                                 | Lieu                                                 | Adversaire                           | Résultat                             | Compétition                          | Notes                                                                  |
| ------------------------------------ | ------------------------------------ | ---------------------------------------------------- | ------------------------------------ | ------------------------------------ | ------------------------------------ | ---------------------------------------------------------------------- |
| 1.                                   | 18 août 2004                         | Stade de la route de Lorient, Rennes, France         | Bosnie-Herzégovine                   | 1 - 1                                | Amical                               | Entre en jeu à la place de Sébastien Squillaci à la 45e minute de jeu. |
| 2.                                   | 4 septembre 2004                     | Stade de France, Saint-Denis, France                 | Israël                               | 0 - 0                                | Amical                               | Titulaire.                                                             |
| 3.                                   | 8 septembre 2004                     | Tórsvøllur, Tórshavn, Îles Féroé                     | Îles Féroé                           | 0 - 2                                | Qualification mondiale 2006          | Titulaire.                                                             |
| 4.                                   | 9 octobre 2004                       | Stade de France, Saint-Denis, France                 | République d'Irlande                 | 0 - 0                                | Qualification mondiale 2006          | Titulaire.                                                             |
| 5.                                   | 13 octobre 2004                      | Stade GSP, Nicosie, Chypre                           | Chypre                               | 0 - 2                                | Qualification mondiale 2006          | Titulaire.                                                             |
| 6.                                   | 17 novembre 2004                     | Stade de France, Saint-Denis, France                 | Pologne                              | 0 - 0                                | Amical                               | Entre en jeu à la place de Sébastien Squillaci à la 45e minute de jeu. |
| 7.                                   | 9 février 2005                       | Stade de France, Saint-Denis, France                 | Suède                                | 1 - 1                                | Amical                               | Titulaire .                                                            |
| 8.                                   | 26 mars 2005                         | Stade de France, Saint-Denis, France                 | Suisse                               | 0 - 0                                | Qualification mondiale 2006          | Titulaire.                                                             |
| 9.                                   | 30 mars 2005                         | Stade Ramat Gan, Ramat Gan, Israël                   | Israël                               | 1 - 1                                | Qualification mondiale 2006          | Titulaire.                                                             |
| 10.                                  | 7 septembre 2005                     | Lansdowne Road, Dublin, Irlande                      | République d'Irlande                 | 0 - 1                                | Qualification mondiale 2006          | Entre en jeu à la place de Willy Sagnol à la 90e minute de jeu.        |
| 11.                                  | 9 novembre 2005                      | Stade Pierre-Aliker, Fort-de-France, France          | Costa Rica                           | 3 - 2                                | Amical                               | Titulaire et remplacé par Jérôme Rothen à la 71e minute de jeu.        |
| 12.                                  | 16 août 2006                         | Stade Olympique Kosevo, Sarajevo, Bosnie-Herzégovine | Bosnie-Herzégovine                   | 1 - 2                                | Amical                               | Entre en jeu à la place de Jean-Alain Boumsong à la 60e minute de jeu. |

## Palmarès

### En club

#### AS Monaco
- Vice-champion de France en 2002-2003.
- Vainqueur de la Coupe de la Ligue en 2003
- Finaliste de la Ligue des champions en 2003-2004

### En sélection

#### Equipe de France U19
- Vainqueur du  championnat d'Europe des moins de 19 ans 2000

#### Equipe de France
- Finaliste de la coupe du monde 2006.

## Distinctions personnelles
- Nommé dans l'équipe type de la Ligue 1 en 2005 aux Trophées UNFP.